# Albert II de Monaco, le prince méconnu
Albert II de Monaco, le prince méconnu est un téléfilm documentaire français consacré à Albert II de Monaco intime, réalisé par Thibaut Faucon et diffusé en France en 2005 et par 40 chaines de télévision à l'étranger.

## Synopsis
Albert de Monaco a accepté d'être suivi pendant huit mois par une caméra, dans son intimité, à travers le monde, en répondant avec franchise à toutes les questions que nombre de personnes se posaient sur ce personnage secret.

## Fiche technique
- Titre : Albert II de Monaco, le prince méconnu (Albert II of Monaco, the unknown prince)
- Genre : documentaire
- Réalisation : Thibaut Faucon
- Pays d'origine : France
- Durée : 52 minutes
- Date de sortie : 2005
- Diffusions en France : France 3
- Production : Thibaut Faucon
- Distribution à l'étranger : System TV
- Production exécutive : Electron Libre (Lagardère Entertainment)
- Commentaire : Régis Faucon
- Montage : Catherine Stragand
- Assistante : Oriane Denneulin
- Chargée de production : Celine Souveton
- Lieux de tournage[1]: Monaco, New York, Paris, Strasbourg (Conseil de l'Europe), Bulgarie

## Distribution
- Albert II de Monaco : lui-même
- Kofi Annan : lui-même
- Siméon II (roi de Bulgarie) : lui-même
- Woody Allen : lui-même
- Lionel Richie : lui-même
- Paul Anka : lui-même
- Didier Deschamps : lui-même
- Alberto Repossi : lui-même
- Patrick Leclercq[2] : lui-même
- Jean d'Orléans : lui-même
- Fabienne Keller[3] : elle-même
- Maguy Maccario Doyle (en)[4] : elle-même